# Torneio Seletivo do Campeonato Brasileiro Série C de 1990
O Torneio Seletivo do Campeonato Brasileiro Série C de 1990 foi uma série de torneios classificatórios realizados em vários estados do Brasil. Organizados pelas federações estaduais, por ordem da Confederação Brasileira de Futebol, foram criados para definir os participantes da Terceira Divisão do mesmo ano.
Não houve a realização de torneio seletivo em alguns estados, como Alagoas, Espírito Santo, Mato Grosso do Sul, Pernambuco, Piauí, Rio de Janeiro e Rio Grande do Sul. Os times foram diretamente indicados por suas respectivas federações estaduais.
No Rio de Janeiro, a FERJ tentou organizar um torneio com a presença dos seis clubes que participaram da primeira divisão estadual e não faziam parte das séries A e B do Campeonato Brasileiro: América, América de Três Rios, Bangu, Cabofriense, Campo Grande e Nova Cidade. No entanto, a competição encontrou resistência do América, que exigia vaga direta à Série C nacional. Por conta disto, a FERJ desistiu da realização do torneio, indicando o clube diretamente, juntamente com Bangu e Campo Grande.

## Amazonas
Participantes
| Equipe     | Cidade |
| ---------- | ------ |
| Fast Clube | Manaus |
| Nacional   | Manaus |

Tabela
| 5 de setembro de 1990 | Fast Clube | 0 – 0 | Nacional | Manaus |
|                       |            |       |          |        |

|  | Nacional                  | 2 – 0 (pro) | Fast Clube | Manaus |
|  | Gol marcado · Gol marcado |             |            |        |

Campeão
| Torneio Seletivo - Amazonas |
| Amazonas                    |
| --------------------------- |
| Nacional Campeão            |

## Bahia
Participantes
| Equipe     | Cidade               |
| ---------- | -------------------- |
| Fluminense | Feira de Santana     |
| Galícia    | Salvador             |
| Itabuna    | Itabuna              |
| Serrano    | Vitória da Conquista |

Tabela
3ª Rodada
| 2 de setembro de 1990 | Galícia                   | 2 – 1 | Serrano     | Salvador |
|                       | Gol marcado · Gol marcado |       | Gol marcado |          |

| 2 de setembro de 1990 | Itabuna | 0 – 1 | Fluminense  | Itabuna |
|                       |         |       | Gol marcado |         |

4ª Rodada
| 5 de setembro de 1990 | Itabuna | 0 – 3 | Galícia                                 | Itabuna |
|                       |         |       | Gol marcado · Gol marcado · Gol marcado |         |

| 5 de setembro de 1990 | Serrano                   | 2 – 1 | Fluminense  | Vitória da Conquista |
|                       | Gol marcado · Gol marcado |       | Gol marcado |                      |

5ª Rodada
| 7 de setembro de 1990 | Galícia     | 1 – 1 | Itabuna     | Salvador |
|                       | Gol marcado |       | Gol marcado |          |

| 7 de setembro de 1990 | Fluminense | 0 – 0 | Serrano | Feira de Santana |
|                       |            |       |         |                  |

6ª Rodada
| 9 de setembro de 1990 | Fluminense | 0 – 0 | Galícia | Feira de Santana |
|                       |            |       |         |                  |

| 9 de setembro de 1990 | Serrano     | 1 – 0 | Itabuna | Vitória da Conquista |
|                       | Gol marcado |       |         |                      |

Campeão
| Torneio Seletivo - Bahia    |
| Bahia                       |
| --------------------------- |
| Fluminense de Feira Campeão |

## Ceará
Participantes
| Equipe      | Cidade    |
| ----------- | --------- |
| Ferroviário | Fortaleza |
| Fortaleza   | Fortaleza |

Tabela
| 9 de setembro de 1990 | Fortaleza | 1 – 1 | Ferroviário | Fortaleza |
|                       | Sílvio    |       | Magno       |           |

Campeão
| Torneio Seletivo - Ceará |
| Ceará                    |
| ------------------------ |
| Fortaleza Campeão        |

## Distrito Federal
Participantes
| Equipe     | Cidade     |
| ---------- | ---------- |
| Gama       | Gama       |
| Sobradinho | Sobradinho |
| Taguatinga | Taguatinga |
| Tiradentes | Ceilândia  |

Tabela
1ª Rodada
| 19 de agosto de 1990 | Taguatinga | 0 – 0 | Sobradinho | Estádio Serejão, Taguatinga   |
| 15:30                |            |       |            | Árbitro: Luiz Carlos Tibursky |

| 19 de agosto de 1990 | Gama                                                | 3 – 1     | Tiradentes    | Estádio Bezerrão, Gama                                 |
| 15:30                | Augusto 50' · Evandro Chaveirinho 54' · Zé Nilo 59' | Relatório | 81' Joãozinho | Público: 493 pagantes Árbitro: Luciano Augusto Almeida |

| - Gama: Marco Antônio; Chaguinha, Zinha, Régis e Claudinho; Zé Nilo, Vicente e Gilmar; Arthur, Augusto (Gérson) e Evandro Chaveirinho (Filó). Técnico: Orlando Lelé. - Tiradentes: Déo; Beto Guarapari, Gilberto, Beto Fuscão e Luiz Carlos; Touro (Wander), Edmílson (Marcelo Freitas) e Bé; Porto Real, Joãozinho e Jérson. Técnico: Mozair Barbosa. |

2ª Rodada
| 22 de agosto de 1990 | Gama                 | 2 – 0     | Taguatinga | Estádio Bezerrão, Gama                                                                           |
| 21:00                | Zinha 48' · Filó 56' | Relatório |            | Público: 703 pagantes Árbitro: Nilton Castro de Souza Auxiliares: Reinaldo Gomes e Ferreira Lima |

| - Gama: Marco Antônio; Chaguinha, Zinha, Régis e Claudinho; Zé Nilo, Vicente e Gilmar; Arthur, Augusto e Filó. Técnico: Orlando Lelé. - Taguatinga: Élvis; Paulão, Jânio e Bilzão; Gilson, Marco Antônio, Som (Tuta), Julio César e Rogerinho; Carlinhos e Marquinhos. Técnico: Nílson Ramos. |

| 22 de agosto de 1990 | Sobradinho                   | 2 – 4 | Tiradentes                                       | Estádio Augustinho Lima, Sobradinho |
| 21:00                | Dida 37' · Gilberto 56' (GC) |       | 18' 83' Bé · 21' Marcelo Freitas · 64' Joãozinho | Árbitro: Hermínio Irani Braz Nunes  |

3ª Rodada
| 26 de agosto de 1990 | Gama                                                  | 4 – 1     | Sobradinho     | Estádio Bezerrão, Gama                          |
| 15:30                | Zé Nilo 18' 82' · Evandro Chaveirinho 59' · Artur 74' | Relatório | 30' Marquinhos | Público: 902 pagantes Árbitro: Tolistoi Batista |

| - Gama: Marco Antônio; Chaguinha, Zinha, Régis e Claudinho; Zé Nilo, Vicente (Filó) e Zoca; Arthur, Augusto (Gilmar) e Filó. Técnico: Orlando Lelé. - Sobradinho: Nena; Chiquinho, Wilton, Geovani e Clayton; Alexandre, Flávio (Paulinho), Sidney e Palhinha; Marquinhos e Dida (Wellington). Técnico: Remo. |

| 26 de agosto de 1990 | Taguatinga | 0 – 1 | Tiradentes | Estádio Serejão, Taguatinga |
| 15:30                |            |       | 73' Jérson | Árbitro: Aldemir Padilha    |

4ª Rodada
| 29 de agosto de 1990 | Taguatinga | 1 – 1     | Tiradentes | Estádio Serejão, Taguatinga |
| 21:00                | Som 72'    | Relatório | 18' Jérson | Árbitro: Lincoln Costa      |

| - Taguatinga: Élvis; Paulão, Jânio e Bilzão; Emilson, Gilson, Valdson, Julio César e Paulinho; Tuta e Marquinhos. Técnico: Nílson Ramos. - Tiradentes: Déo; Touro, Gilberto, Beto Fuscão e Luiz Carlos; Wander, Edmílson (Renaldo) e Jérson; Bé, Joãozinho e Marcelo Freitas. Técnico: Mozair Barbosa. |

| 29 de agosto de 1990 | Sobradinho | 0 – 0 | Gama | Estádio Augustinho Lima, Sobradinho |
| 21:00                |            |       |      | Árbitro: Nilton Castro de Souza     |

5ª Rodada
| 2 de setembro de 1990 | Tiradentes    | 1 – 3     | Sobradinho                           | Estádio Serejão, Taguatinga                               |
| 15:30                 | Joãozinho 76' | Relatório | 13' Zuza · 34' Marquinhos · 81' Dida | Público: 320 pagantes Árbitro: Brasil Gadelha de Oliveira |

| - Tiradentes: Déo; Gilberto, Sílvio, Beto Fuscão e Luiz Carlos; Lubas, Jérson e Bé; Renaldo (Porto Real), Joãozinho e Marcelo Freitas. Técnico: Mozair Barbosa. - Sobradinho: Nena; Alda, Sidney, Wilton e Clayton; Chiquinho, Henrique e Palhinha; Marquinhos (Dida), Zuza (Flávio) e Paulinho. Técnico: Remo. |

| 2 de setembro de 1990 | Taguatinga | 0 – 1     | Gama          | Estádio Serejão, Taguatinga |
| 17:30                 |            | Relatório | 75' Chaguinha | Árbitro: Lincoln Costa      |

| - Taguatinga: Élvis; Paulão, Jânio e Bilzão; Emilson, Marco Antônio, Som, Julio César e Paulinho; Tuta e Marquinhos. Técnico: Nílson Ramos. - Gama: Marco Antônio; Chaguinha, Zinha, Régis (Gérson) e Claudinho; Zé Nilo, Gilmar e Zoca; Arthur, Augusto (Filó) e Evandro Chaveirinho. Técnico: Orlando Lelé. |

6ª Rodada
| 7 de setembro de 1990 | Sobradinho | 0 – 0 | Taguatinga | Estádio Augustinho Lima, Sobradinho |
| 16:00                 |            |       |            | Árbitro: Reinaldo Gomes             |

| 7 de setembro de 1990 | Gama                             | 3 – 0     | Tiradentes | Estádio Bezerrão, Gama                      |
| 16:00                 | Zoca 2' 88' · Zé Nilo 71' (pên.) | Relatório |            | Público: 498 pagantes Árbitro: Darci Kanitz |

| - Gama: Marco Antônio; Chaguinha, Zinha, Régis e Claudinho; Zé Nilo, Gilmar (Gérson) e Zoca; Arthur, Augusto (Filó) e Evandro Chaveirinho. Técnico: Orlando Lelé. - Tiradentes: Déo; Touro, Sílvio, Beto Fuscão e Gilberto; Edmílson, Jarbas e Bé; Porto Real (Wander), Joãozinho e Marcelo Freitas (Clean). Técnico: Mozair Barbosa. |

Campeão
| Torneio Seletivo - Distrito Federal |
| Distrito Federal                    |
| ----------------------------------- |
| Gama Campeão                        |

## Goiás
Participantes
| Equipe              | Cidade  |
| ------------------- | ------- |
| Atlético Goianiense | Goiânia |
| Goiânia             | Goiânia |
| Vila Nova           | Goiânia |

Tabela
1ª Rodada
| 26 de agosto de 1990 | Vila Nova                 | 2 – 2 | Goiânia                   | Goiânia |
|                      | Gol marcado · Gol marcado |       | Gol marcado · Gol marcado |         |

2ª Rodada
| 29 de agosto de 1990 | Vila Nova | 0 – 0 | Atlético Goianiense | Goiânia |
|                      |           |       |                     |         |

3ª Rodada
| 2 de setembro de 1990 | Atlético Goianiense       | 2 – 1 | Goiânia     | Goiânia |
|                       | Gol marcado · Gol marcado |       | Gol marcado |         |

Classificação
| Time                | Pts | J | V | E | D | GP | GC | SG |
| ------------------- | --- | - | - | - | - | -- | -- | -- |
| Atlético Goianiense | 3   | 2 | 1 | 1 | 0 | 2  | 1  | 1  |
| Vila Nova           | 2   | 2 | 0 | 2 | 0 | 2  | 2  | 0  |
| Goiânia             | 1   | 2 | 0 | 1 | 1 | 3  | 4  | -1 |

- Os dois primeiros classificaram-se para o Campeonato Brasileiro Série C de 1990.

Campeão
| Torneio Seletivo - Goiás    |
| Goiás                       |
| --------------------------- |
| Atlético Goianiense Campeão |

## Maranhão
Participantes
| Equipe      | Cidade   |
| ----------- | -------- |
| Expressinho | São Luís |
| Maranhão    | São Luís |

Tabela
| 5 de setembro de 1990 | Expressinho | 0 – 0 | Maranhão | São Luís |
|                       |             |       |          |          |

|  | Maranhão    | 1 – 0 (pro) | Expressinho | São Luís |
|  | Gol marcado |             |             |          |

Campeão
| Torneio Seletivo - Maranhão |
| Maranhão                    |
| --------------------------- |
| Maranhão Campeão            |

## Mato Grosso
Participantes
| Equipe             | Cidade       |
| ------------------ | ------------ |
| Mixto              | Cuiabá       |
| União Rondonópolis | Rondonópolis |

Tabela
| 7 de setembro de 1990 | União Rondonópolis | – | Mixto |  |
|                       |                    |   |       |  |

Campeão
| Torneio Seletivo - Mato Grosso |
| Mato Grosso                    |
| ------------------------------ |
| União Rondonópolis Campeão     |

## Minas Gerais
Participantes
| Equipe          | Cidade         |
| --------------- | -------------- |
| América Mineiro | Belo Horizonte |
| Esportivo       | Passos         |
| Rio Branco      | Andradas       |
| Uberaba         | Uberaba        |

Tabela
1ª Rodada
| 19 de agosto de 1990 | Rio Branco de Andradas | 1 – 3 | América Mineiro                | Estádio Parque do Azulão, Andradas |
|                      | Gol marcado            |       | Palhinha · Luiz Carlos Mineiro |                                    |

| 19 de agosto de 1990 | Uberaba     | 1 – 1 | Esportivo de Passos | Estádio Uberabão, Uberaba |
|                      | Gol marcado |       | Gol marcado         |                           |

2ª Rodada
| 22 de agosto de 1990 | América Mineiro | 0 – 0 | Uberaba | Estádio Independência, Belo Horizonte |
|                      |                 |       |         |                                       |

| 22 de agosto de 1990 | Esportivo de Passos | 1 – 0 | Rio Branco de Andradas | Estádio Starling Soares, Passos |
|                      | Gol marcado         |       |                        |                                 |

3ª Rodada
| 26 de agosto de 1990 | Esportivo de Passos | 0 – 0 | América Mineiro | Estádio Starling Soares, Passos |
|                      |                     |       |                 |                                 |

| 26 de agosto de 1990 | Rio Branco de Andradas    | 2 – 1 | Uberaba     | Estádio Parque do Azulão, Andradas |
|                      | Gol marcado · Gol marcado |       | Gol marcado |                                    |

4ª Rodada
| 2 de setembro de 1990 | América Mineiro     | 3 – 1 | Uberaba     | Estádio Independência, Belo Horizonte |
|                       | Palhinha · Marcinho |       | Gol marcado |                                       |

| 2 de setembro de 1990 | Uberaba | 0 – 0 | Rio Branco de Andradas | Estádio Uberabão, Uberaba |
|                       |         |       |                        |                           |

5ª Rodada
| 5 de setembro de 1990 | Uberaba     | 1 – 3 | América Mineiro                | Estádio Uberabão, Uberaba |
|                       | Gol marcado |       | Luiz Carlos Mineiro · Marcinho |                           |

| 5 de setembro de 1990 | Rio Branco de Andradas | 1 – 1 | Esportivo de Passos | Estádio Parque do Azulão, Andradas |
|                       | Gol marcado            |       | Gol marcado         |                                    |

6ª Rodada
| 9 de setembro de 1990 | América Mineiro                   | 4 – 1 | Rio Branco de Andradas | Estádio Independência, Belo Horizonte |
|                       | Ronaldo Luís · Palhinha · Celinho |       | Gol marcado            |                                       |

| 9 de setembro de 1990 | Esportivo de Passos | 1 – 0 | Uberaba | Estádio Starling Soares, Passos |
|                       |                     |       |         |                                 |

Classificação
| Time                   | Pts | J | V | E | D | GP | GC | SG |
| ---------------------- | --- | - | - | - | - | -- | -- | -- |
| América Mineiro        | 10  | 6 | 4 | 2 | 0 | 13 | 4  | 9  |
| Esportivo de Passos    | 6   | 6 | 1 | 4 | 1 | 4  | 5  | -1 |
| Rio Branco de Andradas | 5   | 6 | 1 | 3 | 2 | 5  | 9  | -4 |
| Uberaba                | 3   | 6 | 0 | 3 | 3 | 3  | 7  | -4 |

- Os dois primeiros classificaram-se para o Campeonato Brasileiro Série C de 1990.

Campeão
| Torneio Seletivo - Minas Gerais |
| Minas Gerais                    |
| ------------------------------- |
| América Mineiro Campeão         |

## Pará
Participantes
| Equipe    | Cidade |
| --------- | ------ |
| Paysandu  | Belém  |
| Tuna Luso | Belém  |

O Pinheirense desistiu de disputar o torneio.
Tabela
1ª Rodada
| 30 de agosto de 1990 | Paysandu                                                       | 4 – 3     | Tuna Luso                       | Estádio Baenão, Belém                                                                                 |
| 21:15                | Romário 43' · Rogerinho Gameleira 55' · Miguelzinho 69' · Peri | Relatório | 34' Zé Carlos · 38' Toko · Dema | Árbitro: José Maria Martins Dias Auxiliares: Antonio Macedo de Oliveira e João Batista Padilha Duarte |

| - Paysandu: Samuel; Rubiney, Nad, Eduardo e César; Andrade (Edgar), Mazinho e Rogerinho Gameleira; Peri, Nino Carioca (Miguelzinho) e Romário. Técnico: Givanildo Oliveira. - Tuna Luso: Edson Cimento; Jango, Belterra, Charles e Mário Vigia; Jaime, Dema e Sanalto; Zé Carlos (Luís Carlos), Ageu Sabiá e Toko. Técnico: Fernando Oliveira. |

2ª Rodada
| 3 de setembro de 1990 | Paysandu    | 1 – 1     | Tuna Luso   | Estádio Baenão, Belém                                       |
|                       | Romário 57' | Relatório | 28' Sanalto | Público: 5,386 pagantes Árbitro: Waldemir Oliveira da Costa |

| - Paysandu: Samuel; Jorginho, Nad, Eduardo e César; Edgar, Mazinho e Rogerinho Gameleira; Peri, Romário (Andrade) e Miguelzinho (Nino Carioca). Técnico: Givanildo Oliveira. - Tuna Luso: Edson Cimento; Jango, Belterra, Charles e Mário Vigia; Jaime (Zé Carlos), Dema e Sanalto; Luís Carlos, Ageu Sabiá e Toko (Careca). Técnico: Fernando Oliveira. |

Campeão
| Torneio Seletivo - Pará |
| Pará                    |
| ----------------------- |
| Paysandu Campeão        |

## Paraíba
Participantes
| Equipe       | Cidade         |
| ------------ | -------------- |
| Auto Esporte | João Pessoa    |
| Campinense   | Campina Grande |
| Esporte      | Patos          |

Tabela
1ª Rodada
| 14 de agosto de 1990 | Esporte | 1 – 0 | Auto Esporte | Estádio José Cavalcanti, Patos |
| 21:00                | Carlão  |       |              |                                |

2ª Rodada
| 16 de agosto de 1990 | Auto Esporte              | 2 – 0 | Campinense | Estádio Almeidão, João Pessoa |
| 21:00                | Gol marcado · Gol marcado |       |            |                               |

3ª Rodada
| 21 de agosto de 1990 | Esporte | 0 – 2 | Campinense                | Estádio José Cavalcanti, Patos |
| 21:00                |         |       | Gol marcado · Gol marcado |                                |

4ª Rodada
| 23 de agosto de 1990 | Auto Esporte              | 2 – 1 | Esporte     | Estádio Almeidão, João Pessoa |
| 21:00                | Gol marcado · Gol marcado |       | Gol marcado |                               |

5ª Rodada
| 28 de agosto de 1990 | Campinense | 0 – 0 | Auto Esporte | Estádio Amigão, Campina Grande |
| 21:00                |            |       |              |                                |

6ª Rodada
| 30 de agosto de 1990 | Campinense                              | 3 – 0 | Esporte | Estádio Amigão, Campina Grande |
| 21:00                | Gol marcado · Gol marcado · Gol marcado |       |         |                                |

Classificação
| Time         | Pts | J | V | E | D | GP | GC | SG |
| ------------ | --- | - | - | - | - | -- | -- | -- |
| Campinense   | 5   | 4 | 2 | 1 | 1 | 5  | 2  | 3  |
| Auto Esporte | 5   | 4 | 2 | 1 | 1 | 4  | 2  | 2  |
| Esporte      | 2   | 4 | 1 | 0 | 3 | 2  | 7  | -5 |

- O primeiro colocado classificou-se para o Campeonato Brasileiro Série C de 1990.

Campeão
| Torneio Seletivo - Paraíba |
| Paraíba                    |
| -------------------------- |
| Campinense Campeão         |

## Paraná
Participantes
| Equipe            | Cidade        |
| ----------------- | ------------- |
| Foz do Iguaçu     | Foz do Iguaçu |
| Londrina          | Londrina      |
| Paraná            | Curitiba      |
| União Bandeirante | Bandeirantes  |

Tabela
1ª Rodada
| 22 de agosto de 1990 | Foz do Iguaçu | 0 – 0 | Londrina | Estádio do ABC, Foz do Iguaçu |
|                      |               |       |          |                               |

| 22 de agosto de 1990 | União Bandeirante         | 2 – 0 | Paraná | Estádio da Vila Maria, Bandeirantes |
|                      | Gol marcado · Gol marcado |       |        |                                     |

2ª Rodada
| 26 de agosto de 1990 | Londrina | 1 – 0 | União Bandeirante | Estádio do Café, Londrina |
|                      | Pio 35'  |       |                   |                           |

| 26 de agosto de 1990 | Paraná                                  | 3 – 1 | Foz do Iguaçu | Estádio Durival Britto, Curitiba |
|                      | Gol marcado · Gol marcado · Gol marcado |       | Gol marcado   |                                  |

3ª Rodada
| 29 de agosto de 1990 | Paraná      | 1 – 0 | Londrina | Estádio Durival Britto, Curitiba |
|                      | Gol marcado |       |          |                                  |

| 29 de agosto de 1990 | União Bandeirante | 0 – 1 | Foz do Iguaçu | Estádio da Vila Maria, Bandeirantes |
|                      |                   |       | Gol marcado   |                                     |

4ª Rodada
| 2 de setembro de 1990 | Foz do Iguaçu | 0 – 0 | Paraná | Estádio do ABC, Foz do Iguaçu |
|                       |               |       |        |                               |

| 2 de setembro de 1990 | União Bandeirante | 0 – 0 | Londrina | Estádio da Vila Maria, Bandeirantes |
|                       |                   |       |          |                                     |

5ª Rodada
| 5 de setembro de 1990 | Londrina      | 1 – 1 | Foz do Iguaçu | Estádio do Café, Londrina |
|                       | Paulo Queiroz |       | Gol marcado   |                           |

| 5 de setembro de 1990 | Paraná                    | 2 – 2 | União Bandeirante | Estádio Durival Britto, Curitiba |
|                       | Gol marcado · Gol marcado |       | Adoílson          |                                  |

6ª Rodada
| 9 de setembro de 1990 | Londrina | 0 – 0 | Paraná | Estádio do Café, Londrina |
|                       |          |       |        |                           |

| - Paraná: Paulinho; Heraldo, Ney Santos, Carlos Eduardo e Ednélson (Jorge Rauli); Roberto Alves, Adoílson e Marquinhos Ferreira; Sérgio Luiz, Eduardo (Leonel) e Maurílio. Técnico: Rubens Minelli. |

| 9 de setembro de 1990 | Foz do Iguaçu | 0 – 1 | União Bandeirante | Estádio do ABC, Foz do Iguaçu |
|                       |               |       | Gol marcado       |                               |

Classificação
| Time                   | Pts | J | V | E | D | GP | GC | SG |
| ---------------------- | --- | - | - | - | - | -- | -- | -- |
| Paraná Clube           | 7   | 6 | 2 | 3 | 1 | 6  | 5  | 1  |
| União Bandeirante      | 6   | 6 | 2 | 2 | 2 | 5  | 4  | 1  |
| Londrina Esporte Clube | 6   | 6 | 1 | 4 | 1 | 2  | 2  | 0  |
| Foz do Iguaçu          | 5   | 6 | 1 | 3 | 2 | 3  | 5  | -2 |

- Os dois primeiros classificaram-se para o Campeonato Brasileiro Série C de 1990.

Campeão
| Torneio Seletivo - Paraná |
| Paraná                    |
| ------------------------- |
| Paraná Clube Campeão      |

## Rio Grande do Norte
Participantes
| Equipe  | Cidade |
| ------- | ------ |
| ABC     | Natal  |
| Alecrim | Natal  |
| América | Natal  |

Tabela
1ª Rodada
| 19 de agosto de 1990 | Alecrim     | 1 – 1 | ABC         | Natal |
|                      | Gol marcado |       | Gol marcado |       |

2ª Rodada
| 21 de agosto de 1990 | América de Natal | 1 – 1 | Alecrim     | Natal |
|                      | Gol marcado      |       | Gol marcado |       |

3ª Rodada
| 26 de agosto de 1990 | ABC         | 1 – 0 | América de Natal | Natal |
|                      | Gol marcado |       |                  |       |

4ª Rodada
| 29 de agosto de 1990 | ABC         | 0 – 0 | Alecrim | Natal |
|                      | Gol marcado |       |         |       |

5ª Rodada
| 2 de setembro de 1990 | Alecrim | 0 – 2 | América de Natal          | Natal |
|                       |         |       | Gol marcado · Gol marcado |       |

6ª Rodada
| 5 de setembro de 1990 | América de Natal          | 2 – 1 | ABC         | Natal |
|                       | Gol marcado · Gol marcado |       | Gol marcado |       |

Classificação
| Time             | Pts | J | V | E | D | GP | GC | SG |
| ---------------- | --- | - | - | - | - | -- | -- | -- |
| América de Natal | 5   | 4 | 2 | 1 | 1 | 5  | 3  | 2  |
| ABC              | 4   | 4 | 1 | 2 | 1 | 3  | 3  | 0  |
| Alecrim          | 3   | 4 | 0 | 3 | 1 | 2  | 4  | -2 |

- O primeiro colocado classificou-se para o Campeonato Brasileiro Série C de 1990.

Campeão
| Torneio Seletivo - Rio Grande do Norte |
| Rio Grande do Norte                    |
| -------------------------------------- |
| América de Natal Campeão               |

## São Paulo
Participantes
| Equipe         | Cidade                |
| -------------- | --------------------- |
| América        | São José do Rio Preto |
| Ferroviária    | Araraquara            |
| Ituano         | Itu                   |
| Mogi Mirim     | Mogi Mirim            |
| Noroeste       | Bauru                 |
| Ponte Preta    | Campinas              |
| Santo André    | Santo André           |
| São Bento      | Sorocaba              |
| União São João | Araras                |
| XV de Novembro | Jaú                   |

Tabela
- Grupo A

1ª Rodada
| 19 de agosto de 1990 | Ferroviária | 0 – 0 | XV de Jaú | Estádio da Fonte Luminosa, Araraquara |
|                      |             |       |           |                                       |

| 19 de agosto de 1990 | Noroeste     | 1 – 1 | América-SJP | Estádio Alfredo de Castilho, Bauru |
|                      | André Mansur |       | Cleomar     |                                    |

2ª Rodada
| 25 de agosto de 1990 | União São João | 0 – 0     | Ferroviária | Estádio Hermínio Ometto, Araras              |
| 15:00                |                | Relatório |             | Público: 395 pagantes Árbitro: Silas Santana |

| - União São João: Silvio Roberto; Vieira, Fonseca, Flávio e Lourenço; João Paulo, Odair e Glauco (Luis Carlos); Bafafá, Tuzinho (Zé Eduardo) e Daniel. Técnico: Palhinha. - Ferroviária: Narciso; Wallace, Vilmar, Paulinho e Julimar; Alcinei, Helinho e Donato (Heleno); Vanderlie, Paulinho Taiuva e Ânderson. Técnico: Mazinho. |

| 25 de agosto de 1990 | XV de Jaú   | 1 – 1 | Noroeste    | Estádio Zezinho Magalhães, Jaú |
|                      | Gol marcado |       | Gol marcado |                                |

3ª Rodada
| 29 de agosto de 1990 | Noroeste    | 1 – 0 | União São João | Estádio Alfredo de Castilho, Bauru |
|                      | Gol marcado |       |                |                                    |

| 29 de agosto de 1990 | América-SJP      | 3 – 0 | XV de Jaú | Estádio Teixeirão, São José do Rio Preto |
|                      | Amaral · Robinho |       |           |                                          |

4ª Rodada
| 2 de setembro de 1990 | União São João | 0 – 1     | América-SJP | Estádio Hermínio Ometto, Araras                          |
|                       |                | Relatório | 51' Marinho | Público: 459 pagantes Árbitro: Dionísio Roberto Domingos |

| - União São João: Silvio Roberto; Vieira, Fonseca, Flávio e Lourenço; Beto Médice, Odair e Glauco; Édson, Tuzinho (Bafafá) e Daniel (Geraldinho). Técnico: Palhinha. - América-SJP: Carlos; Joãozinho, Fumaça, Amaral e Genílson; Januário, Cleomar e Negão; Marinho, Robinho e Marcelo (Mauricinho). Técnico: Benedito Ambrosio. |

| 2 de setembro de 1990 | Ferroviária | 0 – 0 | Noroeste | Estádio da Fonte Luminosa, Araraquara |
|                       |             |       |          |                                       |

5ª Rodada
| 9 de setembro de 1990 | América-SJP | 1 – 0 | Ferroviária | Estádio Mário Alves Mendonça, São José do Rio Preto |
|                       | Marinho     |       |             |                                                     |

| 9 de setembro de 1990 | XV de Jaú | – | União São João |  |
|                       |           |   |                |  |

Campeão
| Torneio Seletivo - São Paulo (Grupo A) |
| São Paulo                              |
| -------------------------------------- |
| América-SJP Campeão                    |

- Grupo B

1ª Rodada
| 19 de agosto de 1990 | Ituano | 0 – 0 | Mogi Mirim | Estádio Novelli Júnior, Itu |
|                      |        |       |            |                             |

| 19 de agosto de 1990 | São Bento | 0 – 0 | Ponte Preta | Estádio Walter Ribeiro, Sorocaba |
|                      |           |       |             |                                  |

2ª Rodada
| 25 de agosto de 1990 | Mogi Mirim | 0 – 0 | São Bento | Estádio Vail Chaves, Mogi Mirim |
|                      |            |       |           |                                 |

| 25 de agosto de 1990 | Santo André | 0 – 0 | Ituano | Estádio Bruno José Daniel, Santo André |
|                      |             |       |        |                                        |

3ª Rodada
| 29 de agosto de 1990 | São Bento   | 1 – 2 | Santo André               | Estádio Walter Ribeiro, Sorocaba |
|                      | Gol marcado |       | Gol marcado · Gol marcado |                                  |

| 29 de agosto de 1990 | Ponte Preta | 0 – 0 | Mogi Mirim | Estádio Moisés Lucarelli, Campinas |
|                      |             |       |            |                                    |

4ª Rodada
| 2 de setembro de 1990 | Santo André | 0 – 2 | Ponte Preta | Estádio Bruno José Daniel, Santo André |
|                       |             |       | Monga       |                                        |

| 2 de setembro de 1990 | Ituano                    | 2 – 0 | São Bento | Estádio Novelli Júnior, Itu |
|                       | Gol marcado · Gol marcado |       |           |                             |

5ª Rodada
| 9 de setembro de 1990 | Ponte Preta | 1 – 0 | Ituano | Estádio Moisés Lucarelli, Campinas |
|                       | Wagner      |       |        |                                    |

| 9 de setembro de 1990 | Mogi Mirim                | 2 – 1 | Santo André | Estádio Vail Chaves, Mogi Mirim |
|                       | Gol marcado · Gol marcado |       | Gol marcado |                                 |

Campeão
| Torneio Seletivo - São Paulo (Grupo B) |
| São Paulo                              |
| -------------------------------------- |
| Ponte Preta Campeão                    |